# Viviana Rivero
Viviana E. Rivero (Córdoba, 1 de febrero de 1966) es una escritora argentina de novela histórica y realismo romántico.

## Biografía
Viviana Rivero nació en Córdoba, donde reside junto a su familia. Es hija del escritor Pedro Adrián Rivero y de Elena Fabris. Tiene dos hijos. Es abogada; antes de dedicarse a pleno a la literatura fue litigante, asesora legal de empresas, fundadora y entrenador de numerosos grupos de auto liderazgo para crecimiento y desarrollo de la mujer; fue productora y conductora de programas televisivos.
Columnista de numerosos medios como revista Rumbos, revista Vanidades, y revista Para ti.
Su primera novela “Secreto bien guardado” fue best seller a pocos meses de editado.
También autora del prestigioso libro “10 Lugares Mágicos”, realizado en coautoría con la historiadora Lucia Gálvez, que es usado en colegios e instituciones.
En el año 2018 se lanzó a una experiencia inédita: escribir una nouvelle que acompañara a ese libro en vivo y directo. El proyecto “Libro vivo” planeado por Google con la colaboración del Grupo Planeta, se concretó a fines de septiembre.
La revista Gente la convocó para su ya clásica tapa la escritora entre “las figuras de 2018”.
Su novela Secreto bien guardado fue llevado al formato audiovisual con gran éxito. Los personajes principales fueron interpretados por Oriana Sabatini y Victorio D´Alessandro.
Sus libros son editados en Argentina, México, Colombia, Chile, Uruguay, España, Italia y otros países.

## Premios y distinciones
Su novela Mujer y maestra fue ganadora del primer premio novela histórica en el certamen organizado por el Gobierno de San Luis. En el año 2011 fue premiada por la Legislatura de la Provincia de Córdoba como la artista destacada del año. En el mismo año estuvo nominada al premio Cordobés del Año del diario La Voz del Interior por su actividad literaria, obteniendo el reconocimiento como Cordobesa destacada del año 2011. En el año 2016, fue ganadora del Premio del Lector por su libro Los colores de la felicidad en el marco de la 43° Feria Internacional del Libro de Buenos Aires.

## Obras
- Secreto bien guardado (Novela - 2010)[4]
- Mujer y maestra (Novela - 2010)[5]
- Y ellos se fueron (Novela - 2011)[6][7]
- 10 lugares mágicos de la Argentina (Relatos e historia en coautoría con la historiadora Lucía Gálvez - 2011)
- Lo que no se dice (Novela - 2012)
- La dama de noche (Novela - 2013)
- Basta Cien mujeres contra la violencia de género (Antología - 2013)
- La magia de la vida (Novela - 2014)
- Los colores de la felicidad (Novela - 2015)
- Sí (2017)[8]
- Zafiros en la piel (Novela - 2018)
- La música del destino (Novela - 2018)
- El alma de las flores (Novela - 2019)[9]
- Una luz fuerte y brillante (Novela - 2021)
- Apia de Roma (Novela - 2023)